# Colin Campbell (3e comte d'Argyll)
Pour les articles homonymes, voir Colin Campbell et Campbell.
Colin Campbell (vers 1486 – 9 octobre 1529), 3e comte d'Argyll, est un noble et un chef militaire écossais.

## Biographie
Il est le fils d'Archibald Campbell, 2e comte d'Argyll, et d'Elizabeth Stuart, fille de John Stuart, 1er comte de Lennox.
En 1506/07, il se marie à Jean Gordon, la fille aînée d'Alexander Gordon, 3e comte de Huntly. Campbell conduit une armée contre l'insurrection de divers chefs de clans des Highlands.
Quelques années plus tard, il rejoint la cour du roi Jacques V. Il obtient la charge de Lord Surveillant des Marches et, en 1528, Lord Justice Général d'Écosse.